# Paddy Hehir
Patrick O’Sullivan Hehir (* Oktober 1889; † 23. Juni 1954 in Bacchus Marsh, Victoria, Australien) war ein australischer Radrennfahrer.

## Sportliche Laufbahn
Hehir war im Bahnradsport aktiv. Er begann 1907 mit dem Radsport. Von 1907 bis 1926 war er Berufsfahrer. Insbesondere bei Sechstagerennen auf dem australischen und auf dem amerikanischen Kontinent war er erfolgreich. Er gewann die Sechstagerennen von Atlantic City 1909 mit Eddy Root, von Sydney 1911 mit Alfred Goullet, von Melbourne 1912 mit Alfred Goullet, von Toronto 1912 mit Eddy Root, von Buffalo 1913 mit Peter Drobach, von Newark 1913 mit Peter Drobach und von Indianapolis 1913 mit Peter Drobach. Dazu kamen einige zweite und dritte Plätze in weiteren Sechstagerennen. Er nahm 1912 an den Bahnradsport-Weltmeisterschaften in Newark teil.
Später entwickelte er mit einigem Erfolg in Melbourne das Ixion-Rad. Obwohl bei schlechter Gesundheit zog Hehir 1953 nach Bacchus Marsh und eröffnete dort ein Fahrrad-Reparaturgeschäft. Ein Jahr später starb er am Ort im Alter von 65 Jahren.